# Cratere Alga
Alga  è un cratere sulla superficie di Marte.